# Small People, Short Story, Little Crimes
Small people, Short story, Little crimes, est le troisième album du groupe progressif canadien Existence.

## L'album
Accompagné d'un livret de 55 pages cet album-concept est une œuvre magistrale du groupe Existence acclamée par les différents critiques du monde progressif. L'album Small people, Short story, Little crimes s'est, entre autres, placé en dixième position au palmarès des 10 albums indispensables du magazine belge Prog-Résiste (janvier 2000). Le magazine canadien Exlaim! décrit cet album comme "L'album-concept le plus ambitieux réalisé par un groupe progressif canadien depuis le groupe Rush".
Ian Anderson de Jethro Tull commente également cet album en août 2000 : « Well played, good lyrics and fine melodies in the context of intelligent adult music. A terrific recipe for sure-fired commercial failure! ».

## Musiciens
- Alan Charles - Voix, piano, claviers, guitare rythmique, basse (sélections 13, 14 et 15)
- François Beaugard - Violon électrique
- Gérard Lévèque - Batterie
- Gaston Gagnon - Guitare solo et voix
- Richard Lanthier - Basse et Moog taurus
- Éric Pilon - Guitare solo (sélections 13, 14 et 15)

## Liste des pistes
1. The Therapy, Part I (0:53)
2. Beauty Teen (5:28)
3. No Hero (4:18)
4. The Journey (4:03)
5. In The Kingdom Of Madness (22:38) (sélections 6, 7, 8, 9, 10, 11)
6. Dripping Cloud (3:07)
7. No Sun Can Shine (5:49)
8. Darkness (3:48)
9. Delirium (2:13)
10. Open Letter To My Friends (4:37)
11. Farewell From The Lone Poet (3:04)
12. Whispers, The Theme Part IV (2:25)
13. Business As Usual (5:08)
14. Flowers Won't Do? (5:21)
15. Another Fine Day Of... (7:29)
16. Overtime (4:48)
17. The Therapy, Part II (0:02)

## Informations sur le contenu de l'album
Les pièces musicales de cet album sont toutes des compositions du groupe Existence.